# Madougou (Sollé)
Pour les articles homonymes, voir Madougou.
Madougou (ou Madougou Foulbe) est une localité du Burkina Faso située dans le département de Sollé, la province du Loroum et la région du Nord, à proximité de la frontière avec le Mali.

## Population
Lors du recensement de 2006, on y a dénombré 616 habitants. 

## Éducation
En 2016-2017, la localité possède une école primaire publique.